# Orzeszkowo (powiat średzki)
Orzeszkowo – wieś w Polsce położona w województwie wielkopolskim, w powiecie średzkim, w gminie Dominowo.
W latach 1975–1998 miejscowość należała administracyjnie do województwa poznańskiego.
Zobacz też: Orzeszkowo, Orzeszków